# Ruta de Illinois 158
La Ruta de Illinois 158, y abreviada IL 158 (en inglés: Illinois Route 158) es una carretera estatal estadounidense ubicada en el estado de Illinois. La carretera inicia en el oeste desde la IL 3  , GRR 1   en Columbia hacia el este en la US 50     en O'Fallon. La carretera tiene una longitud de 57,1 km (35.50 mi).

## Mantenimiento
Al igual que las autopistas interestatales, y las rutas federales y el resto de carreteras estatales, la Ruta de Illinois 158 es administrada y mantenida por el Departamento de Transporte de Illinois por sus siglas en inglés IDOT.